# Zoran Lilić
Zoran Lilić (Brza Palanka kraj Kladova, 27. travnja 1953.), srbijanski gospodarstvenik, političar i predsjednik Savezne Republike Jugoslavije 1993. – 1997. godine.
U rodnom mjestu je završio osnovnu i srednju školu. Diplomirao je na Tehnološko-metalurškom fakultetu u Beogradu. Zaposlio se u tvornici gume "Rekord" u Rakovici i poslije 12 godina obavljanja raznih dužnosti imenovan je za generalnog direktora. 
Bio je zastupnik SPS-a u Skupštini Srbije, a potom je izabran za predsjednika parlamenta. Poslije smjene Dobrice Ćosića predsjednika SRJ izabran je za predsjednika SRJ. 
Na čelu tzv. "Treće Jugoslavije" ostao je do 1997. godine. Nakon toga postaje potpredsjednikom Vlade SRJ pod predsjedanjem Momira Bulatovića, da bi od travnja 1999. godine postao savjetnikom za ekonomske odnose s inozemstvom svojega nasljednika na mjestu predsjednika SRJ, Slobodana Miloševića. 
U to vrijeme obavljao je funkcije predsjednika Upravnog odbora "Jugotransporta" i predsjednika Šahovskog saveza Jugoslavije. 2000. godine izašao je iz SPS-a i osnovao Srpsku socijaldemokratsku stranku, koju smatra nasljednicom ideja Svetozara Markovića.
2008. godine imenovan je za predsjednika Upravnog odbora Javnog poduzeća Putovi Srbije. 2013. godine postaje predsjednik Upravnog odbora Jubmes banke, u pretežnom vlasništvu Republike Srbije, na kojoj je funkciji i 2019. godine.